# Shahrestān di Germi
Lo shahrestān di Germi (farsi شهرستان گرمی) è una dei 10 shahrestān della provincia di Ardabil, in Azerbaigian persiano. Il capoluogo è Germi. Lo shahrestān è suddiviso in 3 circoscrizioni (bakhsh): 
- Centrale (بخش مرکزی)
- Anghoot (بخش انگوت)
- Mooran (بخش موران)